# Glasscherbenvilla

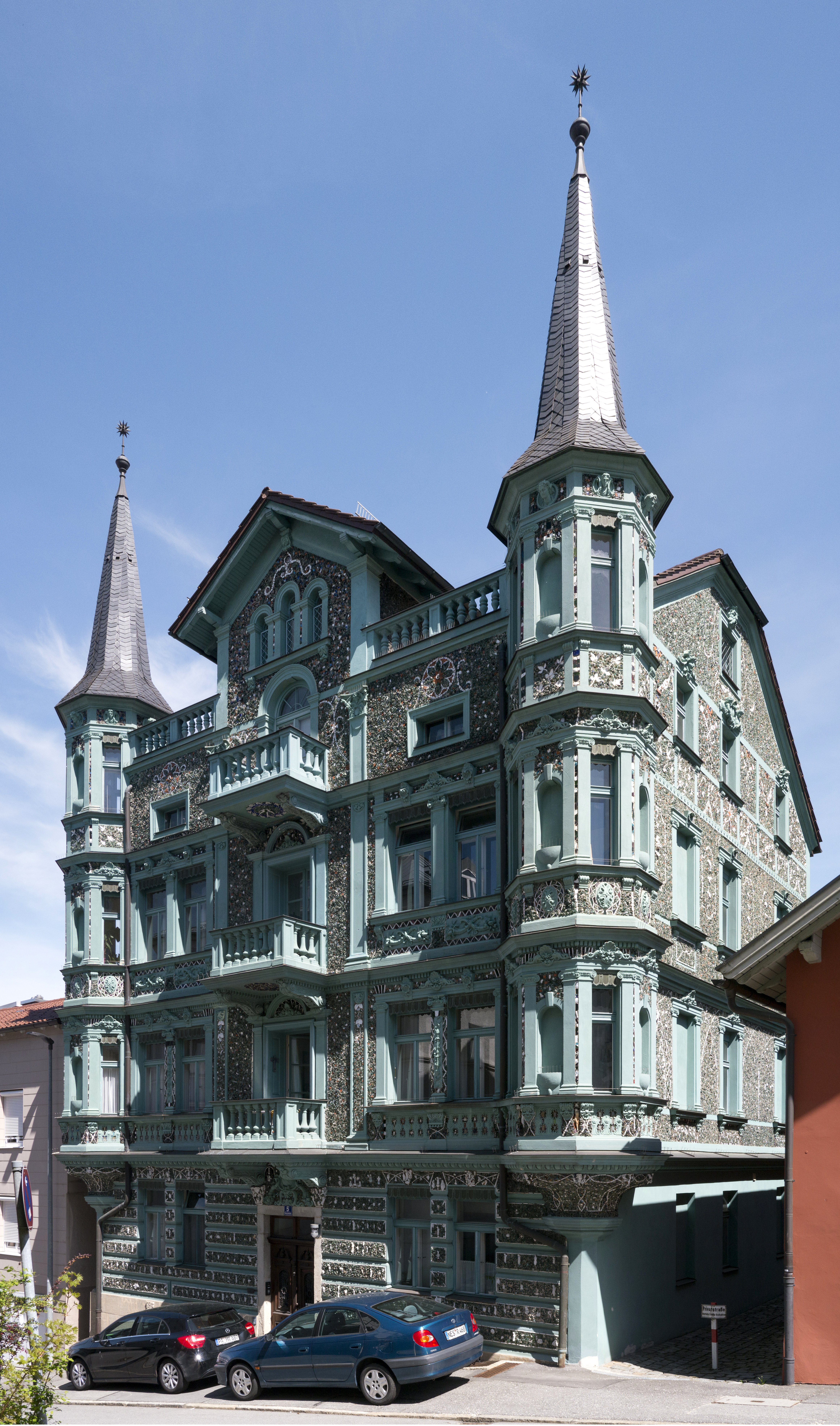
Die Glasscherbenvilla

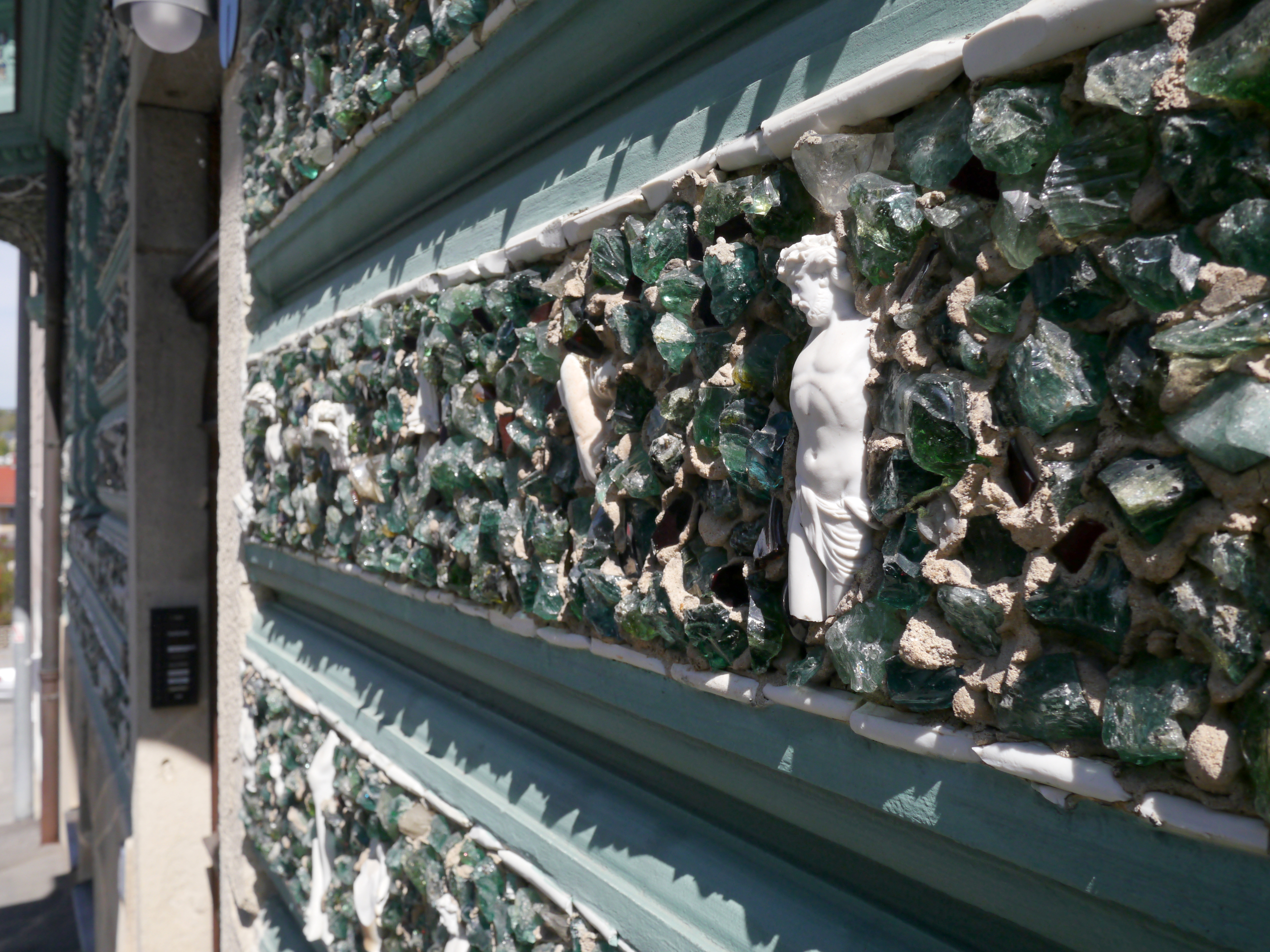
Detail der Glasstücke und des Porzellanbruchs

Die Glasscherbenvilla oder Ostuzzi-Villa ist ein außergewöhnliches Wohnhaus in Passau.
Die Villa des aus Italien stammenden Passauer Baumeisters Aristide Ostuzzi in der heute nach ihm benannten Ostuzzistraße wurde unter seiner eigenen Anleitung errichtet. Am 9. September 1902 konnte Ostuzzi sein Werk vollenden.
Das Gebäude vereint im Sinne des Eklektizismus unterschiedlichste Stilelemente. Insbesondere dominieren Anleihen bei der Architektur der italienischen Renaissance und des italienischen Barock. Gleichzeitig lassen sich Übergänge zum Jugendstil erkennen.
Das Bauwerk besitzt ein Zwerchhaus und zwei Erker. Höchst ungewöhnlich ist der verschwenderische Dekor aus den Materialien Stuck, Glas, Porzellan, Terrakotta und Mörtel an allen Fassaden.
Im Jahr 2000 wurde das baufällig gewordene Haus sorgfältig restauriert. Dabei konnten auch die beiden Turmhelme, die zuvor wegen Schadhaftigkeit abgenommen werden mussten, wieder aufgesetzt werden.